# Békés
Békés (in slovacco: Békéš, in romeno: Bichiș) è una città dell'Ungheria di 20 465 abitanti (dati 2009). È situato nella provincia di Békésa 10 km da Békéscsaba e 190 km a est di Budapest.

## Storia
Come testimoniato da ritrovamenti archeologici, il territorio è abitato fin dal neolitico. Sede della contea nel 1200, i terreni erano proprietà della famiglia Maróthi. Nel 1566 fu conquistata dalle truppe dell'Impero ottomano.
Un impulso all'espansione della città fu dato alla fine del XIX secolo.

## Società

### Evoluzione demografica
Secondo i dati del censimento 2001 il 95,8% degli abitanti è di etnia ungherese, il 2,9% di etnia rom.